# Castello di Jílové
Il castello di Jílové (in ceco Zámek Jílové) si trova nell'omonimo, comune nel Distretto di Děčín, Regione di Ústí nad Labem in Repubblica Ceca. Il castello dalle forme rinascimentali risale alla prima metà del XVI secolo. Dal 2000 è di proprietà del comune, ospita una biblioteca ed è sede museale.

## Storia

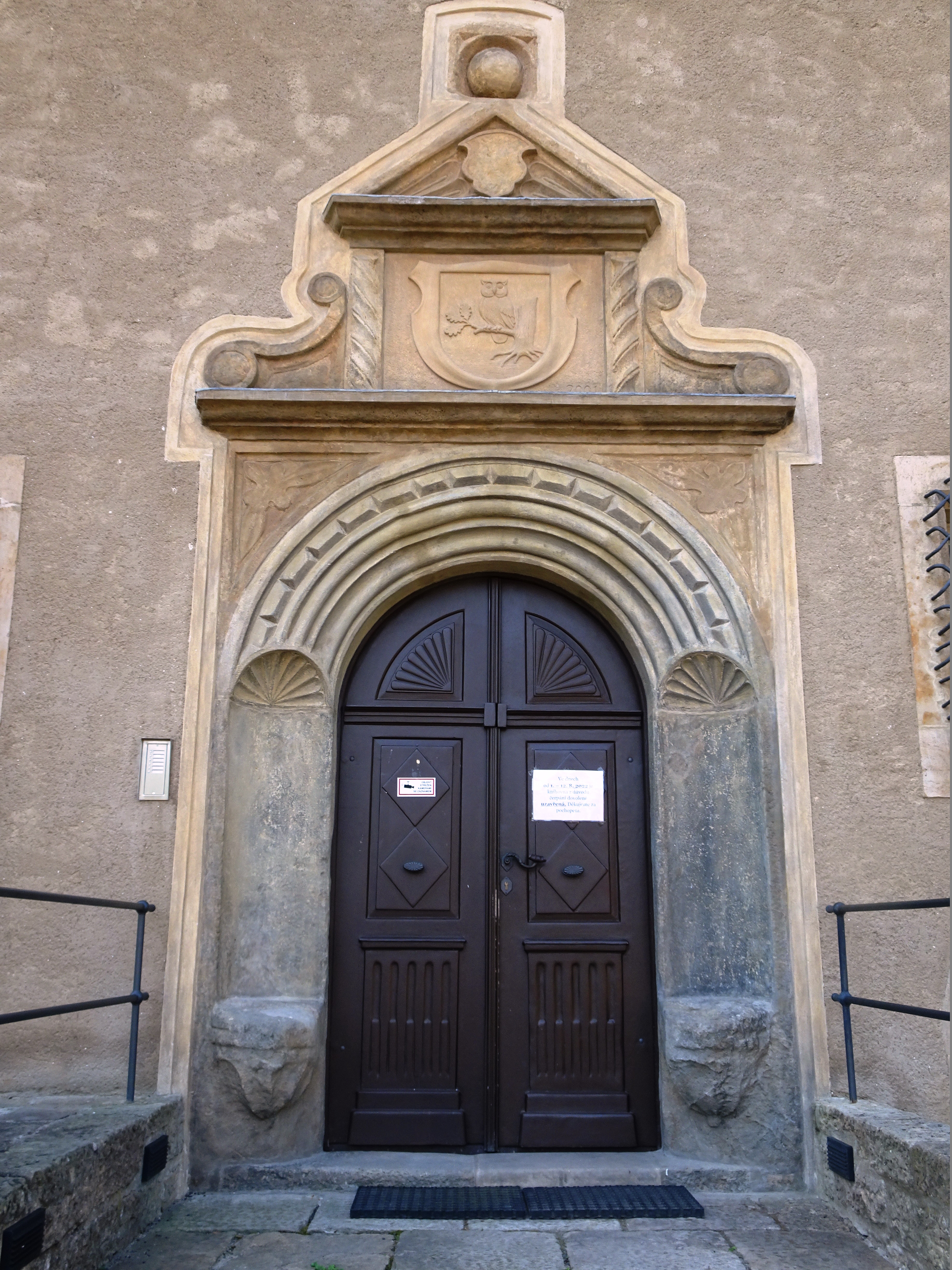
Portale di accesso

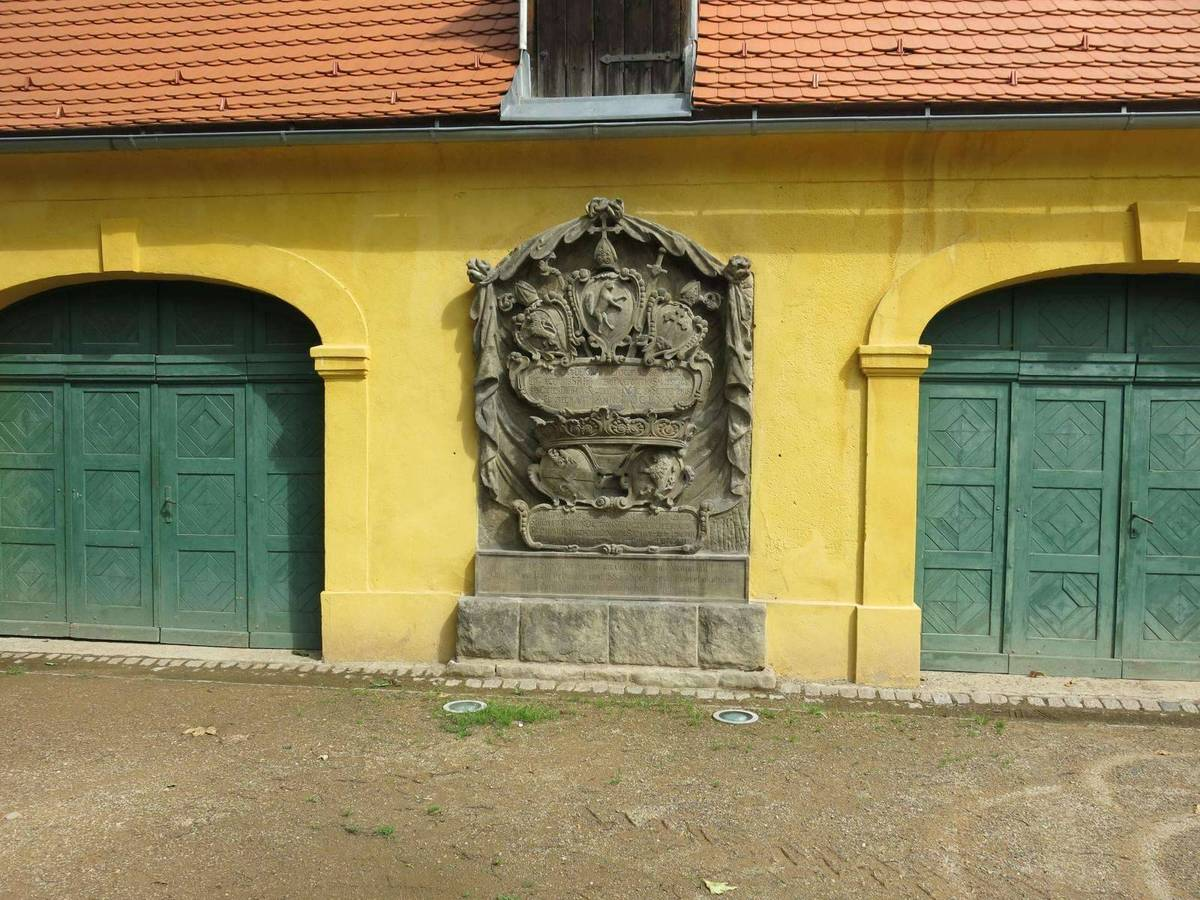
Scuderie del castello, particolare della scultura a rilievo che ne adorna la facciata

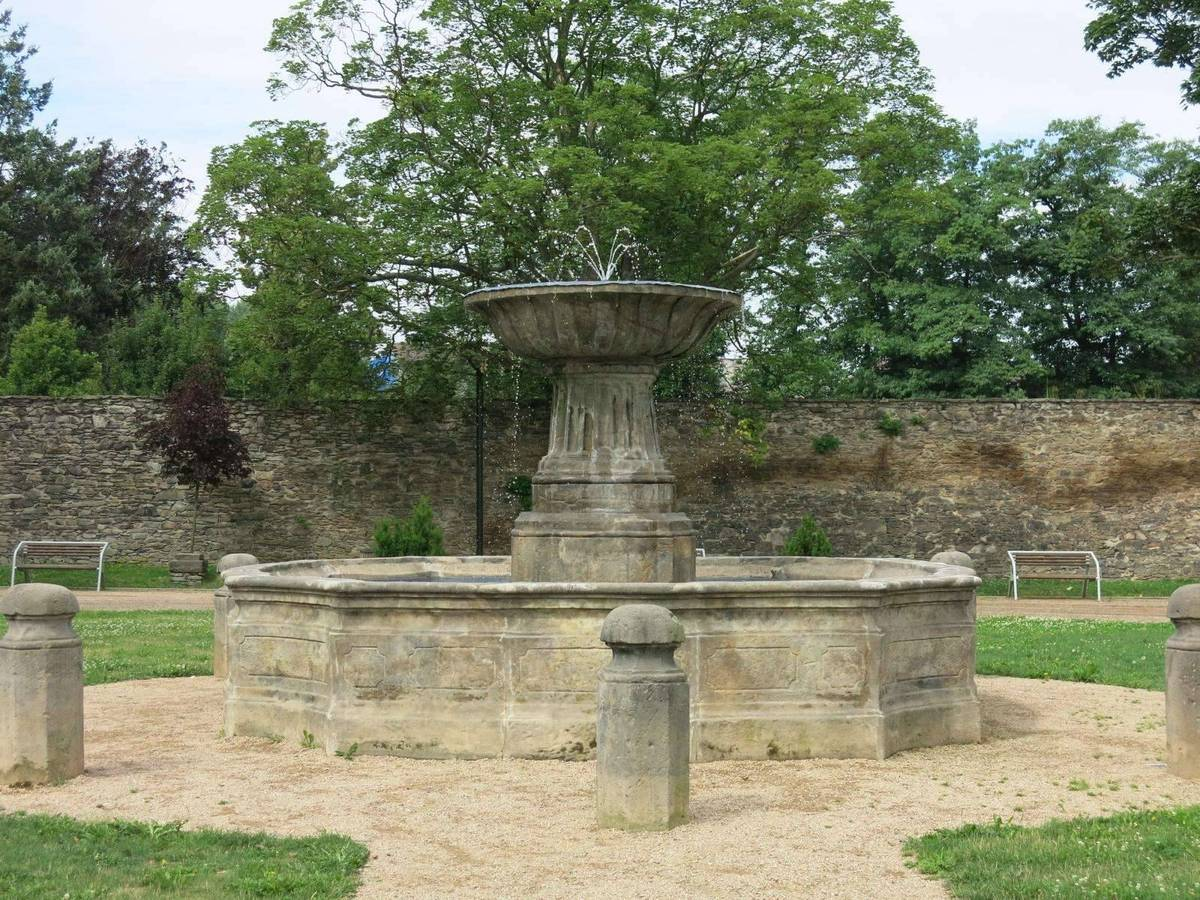
Fontana nel giardino del castello

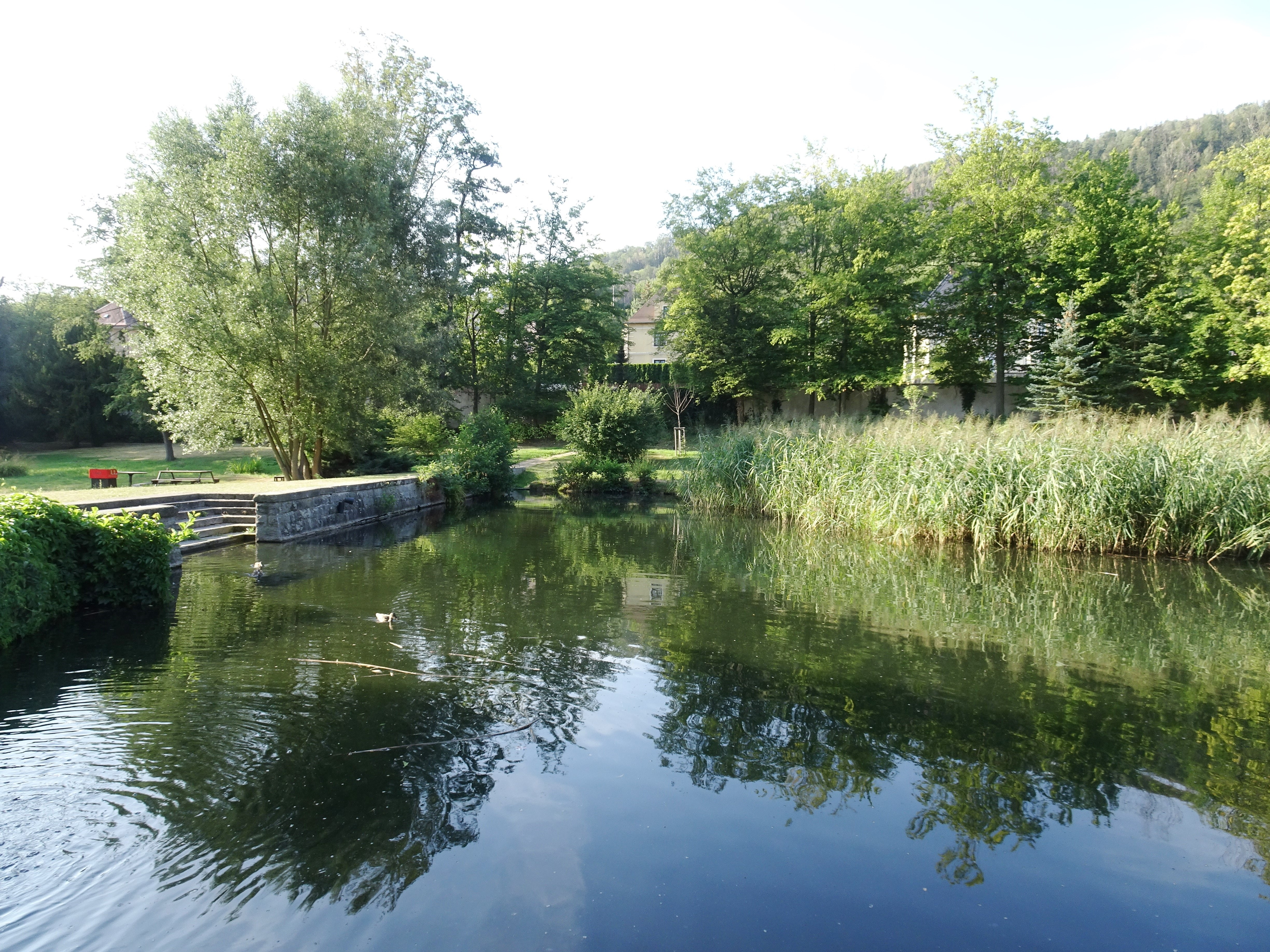
Particolare del parco col suo specchio d'acqua

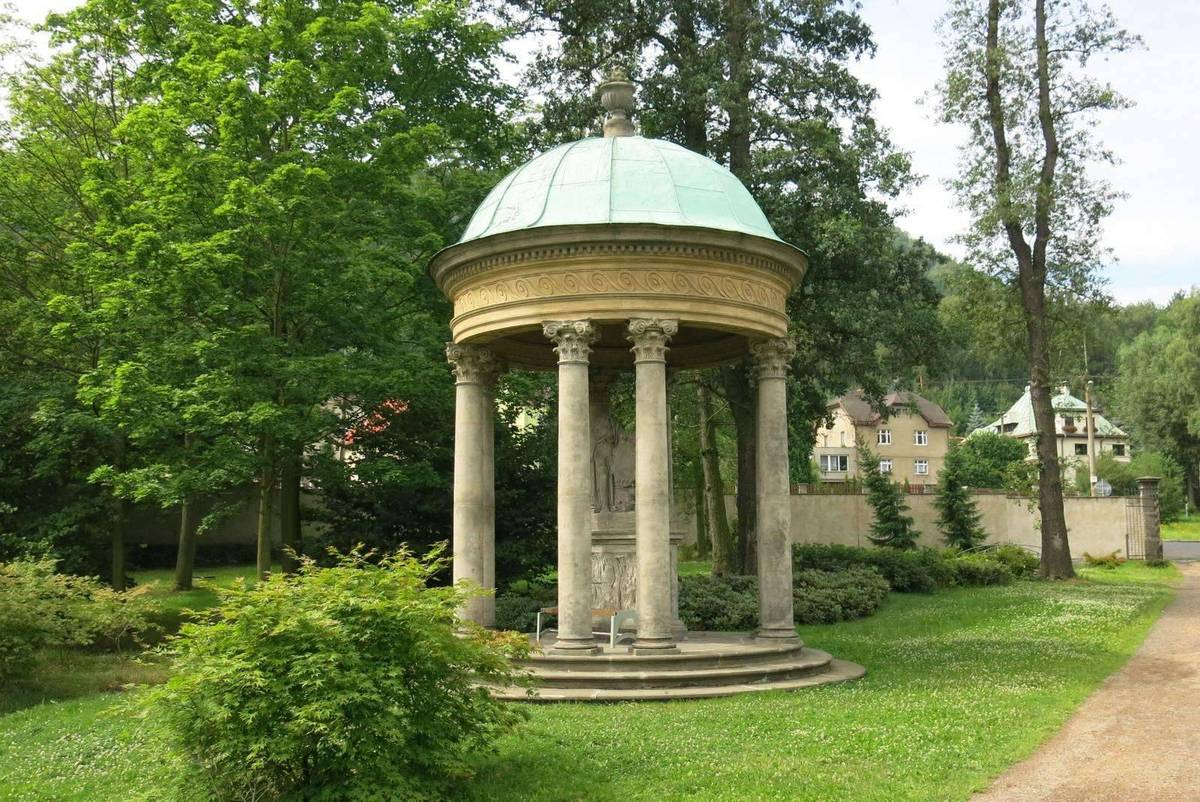
Gloriette nel parco del castello

Sul sito, a Jílové, era presente un precedente castello con fossato risalente al 1370. In seguito il complesso attraversò diverse fasi ricostruttive e l'originale fortezza fu rifatta nel XVII secolo dal conte Franz Sigismund von Thun-Hohenstein in  stile rinascimentale con un notevole ampliamento che comprese anche l'aggiunta di due piani. Intorno al 1800 fu ricreato un fossato e nel 1842 Josef Münzberg prese in affitto il castello, in quel periodo inutilizzato, e vi fondò una filatura e una fabbrica di tessuti di lana. Col tempo sul terreno circostante venne realizzato un parco con laghetto, una gloriette, vari vialetti, un giardino terrazzato con giardini rocciosi e anche aree sportive. Nelle mappe del periodo il castello risulta circondato da uno specchio d'acqua mentre sui lati nord e ovest è presente l'area del giardino. Nel 1922 la filanda cessò la sua attività. Nel 1945 il castello fu danneggiato dai bombardamenti aerei e due anni dopo si cominciò a pensare alla sua ricostruzione, ma ciò non avvenne nelle forme preventivate. Nella seconda metà del XX secolo l'edificio fu utilizzato come sede di un ospizio e convitto sino a venire acquisito dal comune e diventare biblioteca e sede museale.

## Descrizione
Il castello col suo grande parco si trova a Jílové, comune della Regione di Ústí nad Labem in Repubblica Ceca. Il complesso ha una pianta ad L ed il castello è situato nella parte centrale, vicino al parco, e accanto vi sono la maggior parte degli edifici del complesso, raggruppati attorno al cortile. Varcato un cancello d'ingresso si arriva al castello, alle scuderie utilizzate anche come rimessa per le carrozze, alla colonna con la statua raffigurante Giovanni Nepomuceno, all'antico fossato sormontato da un ponte e alla grande fontana al centro del cortile. Un muro di cinta si trova attorno a parte della tenuta e accanto c'è una fila di alberi ad alto fusto che in parte nasconde la vista dell'edificio. Il castello ha pianta rettangolare. La sua facciata principale si alza per tre piani e si conclude col grande tetto mansardato. Le aperture delle finestre hanno cornici in pietra. L'intero edificio è intonacato ed ha colorazione ocra. Il portale principale rinascimentale con arco a tutto sesto ha nicchie laterali ed è sormontato dal frontone triangolare. Negli ambienti interni le camere e i rivestimenti in pietra risalgono principalmente agli anni trenta del XX secolo ma in alcune stanze e sale sono stati conservati elementi in pietra rinascimentali. Ad ovest del castello si trova un parco all'inglese con molta vegetazione di conifere e latifoglie e un ruscello con ponti in pietra che hanno ringhiere in ferro battuto. È completato da una superficie d'acqua naturale preesistente. Il parco è ingentilito da una gloriette circolare ed è separato dalla strada principale a sud da un muro leggermente segmentato. La parte centrale del parco è una zona erbosa libera mentre la parte antistante la facciata occidentale del castello è disegnata geometricamente.

### Monumento culturale della Repubblica Ceca
La tutela dei monumenti della Repubblica Ceca considera il complesso del castello di Jílové col suo parco e le sue scuderie un monumento culturale nazionale tutelato col numero di catalogo 1000140764.